# Všechovice (Přerovi járás)
Všechovice település Csehországban, Přerovi járásban. Všechovice Horní Újezd, Malhotice, Provodovice, Rouské és Býškovice településekkel határos. Lakosainak száma 883 fő (2024. január 1.).

## Népesség
A település lakosságának változását az alábbi diagram mutatja:
| Lakosok száma | 891  | 916  | 840  | 784  | 799  | 885  | 876  | 864  | 869  | 883  |
|               | 1869 | 1890 | 1921 | 1950 | 1980 | 2001 | 2017 | 2019 | 2022 | 2024 |